# District de Marudi
Le district de Marudi (malais : Daerah Marudi) est un district administratif de l'État malaisien du Sarawak, qui fait partie de la Division de Miri. La capitale du district est dans la ville de Marudi.

### Liens connexes
- Districts de Malaisie